# Taryn Manning
Taryn Manning, född 6 november 1978, är en amerikansk skådespelare och sångare i bandet Boomkat.

## Tidigt liv
Manning föddes i Falls Church, Virginia. Hennes föräldrar skildes 1981 och hennes mor, Sharyn, hade två jobb för att kunna ta hand om Taryn och hennes äldre bror, Kellin. Hennes far, en musiker och hotellmanager, begick självmord 1993. Hon växte upp i Tucson, Arizona dit hennes mor flyttade efter skilsmässan, och senare till Los Alamitos, Kalifornien där hon studerade vid Orange County High School of the Arts. 
Manning började dansa vid tolv års ålder och vann många tävlingar, bland annat Arizonas statliga mästerskap i karate.
Hon har bland annat medverkat i filmen Crossroads tillsammans med Britney Spears och Zoë Saldaña där de spelade bästa vänner. Mellan 2013 och 2019 spelade hon rollen som Tiffany "Pennsatucky" Doggett i Netflixserien Orange Is the New Black.

## Filmografi ( i urval)
- 2001 – Crazy/Beautiful
- 2002 – Crossroads
- 2002 – Vit oleander
- 2002 – 8 Mile
- 2003 – Cold mountain
- 2004 – Lucky 13
- 2005 – Hustle & Flow
- 2005 – A Lot Like Love
- 2006 – Cult
- 2006 – Unbeatable Harold
- 2006 – The Breed
- 2007 – Weirdsville
- 2008 – Sons of anarchy (TV-serie)
- 2010 – Love Ranch
- 2013–2019 – Orange Is the New Black (TV-serie)
- 2015 – Cleveland Abduction (TV-film)

## Diskografi (urval)
Studioalbum med Boomkat
- 2002 – Boomkatalog
- 2007 – A Million Trillion Stars